# 문경읍
문경읍(聞慶邑)은 문경시 북부에 위치한 읍으로 1949년에 문경군청이 점촌으로 이전되기 전까지 문경의 중심지역이었다. 조선 시대 말기까지 조령을 통과하는 주요한 영하취락이었다. 1973년 7월 1일 자로 읍으로 승격되었다.

## 행정 구역
| 법정리 | 한자명 | 행정리                    | 비고                   |
| ------ | ------ | ------------------------- | ---------------------- |
| 각서리 | 各西里 | 각서1리, 각서2리          |                        |
| 갈평리 | 葛坪里 | 갈평1리, 갈평2리          |                        |
| 고요리 | 古堯里 | 고요1리, 고요2리          |                        |
| 관음리 | 觀音里 | 관음1리, 관음2리          |                        |
| 교촌리 | 校村里 | 교촌리                    |                        |
| 당포리 | 唐浦里 | 당포1리, 당포2리, 당포3리 |                        |
| 마원리 | 馬院里 | 마원1리, 마원2리, 마원3리 |                        |
| 상리   | 上里   | 상리1리, 상리2리          | 읍 행정복지센터 소재지 |
| 상초리 | 上草里 | 상초리                    |                        |
| 요성리 | 堯城里 | 요성리                    |                        |
| 용연리 | 龍淵里 | 용연리                    |                        |
| 중평리 | 中坪里 | 중평리                    |                        |
| 지곡리 | 池谷里 | 지곡1리, 지곡2리          |                        |
| 진안리 | 陣安里 | 진안리                    |                        |
| 팔영리 | 八靈里 | 팔영1리, 팔영2리          |                        |
| 평천리 | 平川里 | 평천1리, 평천2리          |                        |
| 하리   | 下里   | 하리1리, 하리2리          |                        |
| 하초리 | 下草里 | 하초리                    |                        |

## 주요 시설
- 문경역
- 문경새재박물관
- 문경온천
- 문경새재장승공원

## 명소
- 경상북도 100주년 타임캡슐
- KBS 태조 왕건 촬영세트장
- KBS 대왕 세종 촬영세트장

## 교육 기관
- 문경초등학교
- 당포초등학교
- 용흥초등학교
- 조령초등학교 (폐교) : 문경읍 문경대로 2416 (진안리)
- 문경서중학교
- 경북조리과학고등학교

## 참고 자료
- 이 문서에는 다음커뮤니케이션(현 카카오)에서 GFDL 또는 CC-SA 라이선스로 배포한 글로벌 세계대백과사전의 내용을 기초로 작성된 글이 포함되어 있습니다.